# Den Haas (Zierikzee)
Den Haas is een uit 1727 daterende stellingmolen in de stad Zierikzee, in de Nederlandse provincie Zeeland. In 1966 werd de molen aan de gemeente verkocht, en in 1987 werd de molen weer in gebruik genomen. De molen heeft drie koppels maalstenen.
Het is een ronde stenen molen gedekt met eiken schaliën. De wieken hebben een vlucht van ruim 23,80 meter. De molen draait veelal op vrijdag en is dan ook te bezichtigen. Er staat een webcam op de molen gericht: zie externe link. 
De gemeente Schouwen-Duiveland is eigenaar van de molen. De vrijwillige molenaar is Jeroen van Dijke.

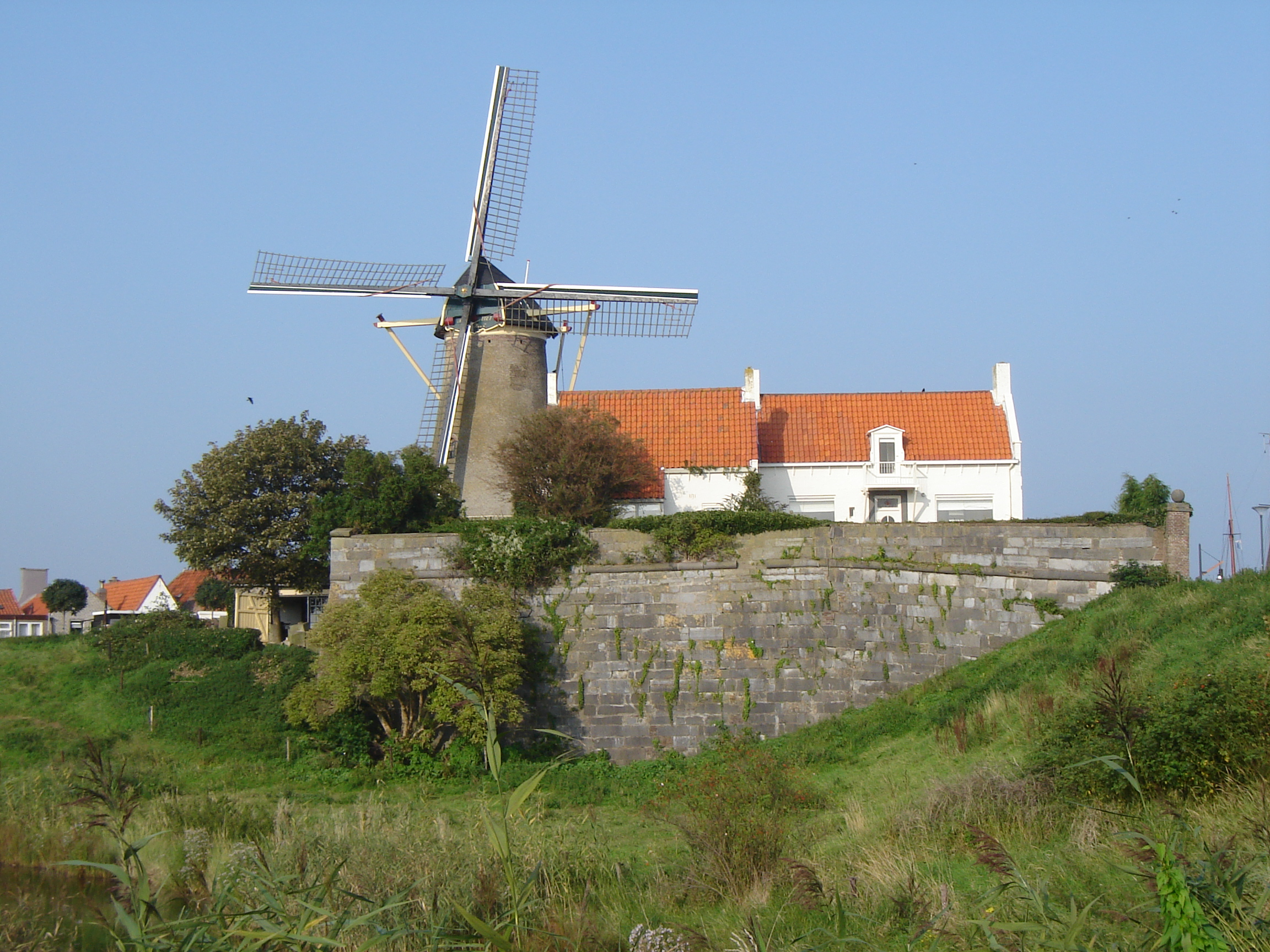
Molen Den Haas op het bolwerk
- Draaiend